# Championnat de Belgique de rugby à XV 2003-2004
Navigation
Championnat 2002-2003 Championnat 2004-2005
Le championnat de Belgique de rugby à XV 2003-2004 oppose les dix meilleures équipes belges de rugby à XV. Il débute le 21 septembre 2003 pour s'achever en 2004. C'est Boitsfort qui remporte la compétition; il s'agit du onzième titre de son histoire et le quatrième consécutif. À noter aussi que c'est la première fois que 3 équipes sont reléguées et cela pour permettre à la compétition de passer de 10 à 8 équipes.

## Liste des équipes en compétition
| Boistfort Dendermonde Soignies Waterloo Ottignies Tervuren Visé Anderlecht Arendonk Anvers |

La compétition oppose pour la saison 2003-2004 les dix meilleures équipes belges de rugby à XV :
| - Pitbulls Arendonk - RSC Anderlecht - ASUB Rugby Waterloo - Boitsfort Rugby Club - Brussels Barbarians | - Dendermondse Rugby Club - Anvers Rugby - Rugby Club Soignies - RC Visé - Rugby Ottignies Club |

## Classement de la phase régulière
| No | Club                | J  | V  | N | D  | F | PM  | PE  | Diff | Pts |
| -- | ------------------- | -- | -- | - | -- | - | --- | --- | ---- | --- |
| 1  | Boitsfort RC (T)    | 18 | 17 | 0 | 1  | 0 | 496 | 164 | +332 | 52  |
| 2  | Dendermondse RC     | 18 | 16 | 1 | 1  | 0 | 495 | 208 | +267 | 51  |
| 3  | RC Soignies         | 18 | 11 | 0 | 7  | 0 | 331 | 269 | +62  | 40  |
| 4  | ASUB Waterloo       | 18 | 11 | 0 | 7  | 0 | 380 | 214 | +166 | 40  |
| 5  | Ottignies           | 18 | 10 | 1 | 7  | 0 | 351 | 265 | +86  | 39  |
| 6  | Brussels Barbarians | 18 | 7  | 2 | 9  | 0 | 397 | 379 | +18  | 34  |
| 7  | RC Visé             | 18 | 7  | 0 | 11 | 0 | 216 | 398 | -182 | 32  |
| 8  | RSC Anderlecht (P)  | 18 | 3  | 1 | 14 | 0 | 170 | 339 | -169 | 25  |
| 9  | Pitbulls Arendonk   | 18 | 3  | 1 | 14 | 0 | 175 | 456 | -281 | 25  |
| 10 | Anvers Rugby        | 18 | 2  | 0 | 16 | 0 | 172 | 491 | -319 | 22  |

|  | Relégué en 2e division pour la saison 2004-2005 (no 8, no 9, no 10). |
|  | T : tenant du titre 2003 P : promu 2003.                             |

Attribution des points : victoire : 3, match nul : 2, défaite : 1, forfait : 0.
Règles de classement : ?

## Phase finale
Pas de phase finale en 2004.
.